# Діти перемоги (телесеріал)
«Діти Перемоги» — це драма, побудована на історіях живих свідків масштабної трагедії, яку Україна пережила з 1939 по 1945 рік, потрапивши в самий епіцентр Німецько-радянської війни. В основу проекту лягли шість оповідань головних героїв стрічки з різних куточків України, які ще дітьми пережили жахіття тих років. У кожного своя історія та своє ставлення до війни й перемоги.
Фільм Світлани Усенко. У серіалі використаномузику молодих українських виконавців, зокрема «Тримай» у виконанні Христини Соловій, «Пташечка» і «Грушечка» (Vivienne Mort), «Небо» і «Колискова» (Ілларія), «Вітчизна» Дмитра Шурова.

## Сюжет
Семен Сорока, Марія Саєнко, Христина Хігер, Елеонора Коваль, Ганна Стрижкова та Іван Трофимович. Це діти — живі свідки війни 1939-1945 років.
Ганна не знає ні дати народження, ні справжнього імені свого, інші — втратили родину та дитинство, але усіх їх пов'язує одне: вони вижили в тій страшній війні — в таборах смерті, гетто, полоні.
Їх катували, вбивали фашисти, нищили поліцаї, таврували, над ними знущалися в катівнях таборів, вчиняли принизливі допити в КДБ. Вони пережили страшні роки окупації, голод, на їхню долю випали неймовірні страждання на війні та після неї. Але, незважаючи ні на що, вони вижили та стали «дітьми перемоги».